# Associazione Sportiva Pescara 1949-1950
Questa voce raccoglie le informazioni riguardanti l'Associazione Sportiva Pescara nelle competizioni ufficiali della stagione 1949-1950.

## Rosa
| N. |                   | Ruolo | Calciatore          |
| -- | ----------------- | ----- | ------------------- |
|    | Italia (bandiera) | D     | S. Barbaglia        |
|    | Italia (bandiera) | A     | U. Busiello         |
|    | Italia (bandiera) | A     | Salvatore Centorame |
|    | Italia (bandiera) | C     | Remo Chiulli        |
|    | Italia (bandiera) | P     | Aroldo Collesi      |
|    | Italia (bandiera) | C     | Alfredo De Angelis  |
|    | Italia (bandiera) | C     | Attilio Di Clemente |
|    | Italia (bandiera) | C     | Marco Di Marco      |
|    | Italia (bandiera) | C     | Antonio Frugoli     |

| N. |                   | Ruolo | Calciatore      |
| -- | ----------------- | ----- | --------------- |
|    | Italia (bandiera) | A     | Carlo Guarnieri |
|    | Italia (bandiera) | C     | Enzo Neri       |
|    | Italia (bandiera) | D     | Walter Pupillo  |
|    | Italia (bandiera) | A     | Piero Ricci     |
|    | Italia (bandiera) | D     | F. Sciavone     |
|    | Italia (bandiera) | D     | M. Sghettini    |
|    | Italia (bandiera) | A     | I. Tomei        |
|    | Italia (bandiera) | A     | M. Visentin     |